# Anemia emolitica autoimmune
L'anemia emolitica autoimmune (o autoimmune haemolytic anaemia; AIHA) insorge quando anticorpi diretti contro gli eritrociti (RBCs) ne causano la lisi, ciò porta a una concentrazione insufficiente di emazie (eritrociti)  nel plasma.
La vita dei globuli rossi (eritrociti) si riduce dai normali 100-120 giorni a, in casi gravi, solamente pochi giorni. I componenti intracellulari degli eritrociti vengono rilasciati nel sangue circolante e nei tessuti, causando alcuni dei sintomi caratteristici di questa condizione. Gli anticorpi sono solitamente diretti contro antigeni ad alta incidenza, possono dunque reagire comunemente contro eritrociti allogenici (RBCs provenienti dall'esterno della persona stessa, per esempio in caso di una trasfusione di sangue) L'anemia emolitica autoimmune è una condizione relativamente rara, che colpisce 1-3 individui su 100 000 per anno.

## Classificazione
L'AIHA è classificata come anemia emolitica autoimmune calda o anemia emolitica autoimmune fredda, che include la Sindrome cronica da agglutinine a frigore e l'Emoglobinuria parossistica a freddo. Queste classificazioni sono basate sulle caratteristiche degli autoanticorpi coinvolti nella patogenesi della malattia. Ognuna ha una diversa causa, fare una classificazione è importante nel trattamento di un paziente con AIHA in quanto variano la gestione della patologia e la prognosi.

## Cause
Le cause dell'AIHA non sono del tutto comprese. La malattia può essere primaria o secondaria a una malattia concomitante. La malattia primaria è idiopatica (i termini sono usati come sinonimi). L'AIHA idiopatica costituisce approssimativamente il 50% dei casi. L'AIHA secondaria può essere associata a numerose altre patologie. Le tipologie "calda" e "fredda" hanno ognuna un cluster di cause associate che risultano essere più comuni. Le cause più comuni dell'AIHA tipo-caldo includono disordini linfoproliferativi (es: leucemia linfatica cronica, linfoma) e altri disordini autoimmuni (e.g., lupus eritematoso sistemico, artrite reumatoide, sclerodermia, rettocolite ulcerosa). Cause meno comuni di AIHA di tipo caldo possono essere neoplasie non linfoidi e infezioni.
L'AIHA secondaria di tipo-freddo può a sua volta dipendere da disordini linfoproliferativi come causa primaria, tuttavia, può essere causata anche da infezioni, specialmente micoplasmatiche, polmoniti virali, mononucleosi infettiva e altre infezioni respiratorie. Meno comunemente può essere causata da disordini autoimmuni concomitanti.
L'AIHA causata da farmaci, seppur rara, può essere causata da un certo numero di farmaci, inclusi α-metildopa e penicillina. In questo caso si ha un fenomeno di ipersensibilità di secondo tipo in cui il farmaco lega macromolecole situate sulla superficie dei globuli rossi formando una neostruttuara che viene riconosciuta dal sistema immunitario come antigenica (ciò può accadere anche se entrambe le strutture coinvolte, precedentemente il legame, risultava non antigenica). Gli anticorpi prodotti contro gli eritrociti portano a un'attivazione del sistema del complemento. Le componenti del complemento come C3a, C4a e C5a, attivano i granulociti (es: neutrofili), mentre altre componenti del complemento (C6, C7, C8, C9) possono sia formare il complesso di attacco della membrana (MAC) o legare gli anticorpi, promuovendo la fagocitosi macrofagica (C3b). Questo è un tipo di "allergia" alla penicillina].

## Fisiopatologia
L'AIHA può essere causata da diverse classi di anticorpi, con le classi IgG e IgM che risultano come le classi più coinvolte. A seconda di quale risulta coinvolta, la patologia risulterà differente. Le IgG non sono molto efficienti nell'attivazione del complemento nel legare il Recettore Fc (FcR) dei fagociti, L'AIHA che coinvolge le IgG è generalmente causata dalla fagocitosi delle RBCs. Le IgM sono forti attivatori della Via classica del complemento, di conseguenza l'AIHA che coinvolge le IgM è caratterizzata dalla lisi mediata dal complemento delle RBCs. Anche le IgM producono la fagocitosi delle RBCs in quanto i fagociti possiedono i recettori per il legame con il complemento (piuttosto che i FcRs come nell'AIHA da IgG). Generalemte l'AIHA con coinvolgimento delle IgG è a sede milza,mentre quella con coinvolgimento delle IgM è localizzata nelle cellule di Kuppffer, le cellule fagocitarie del fegato. Lo sviluppo di AIHA causata da fagocitosi determina una AIHA extravascolare, mentre la lisi mediata dal complemento causa la AIHA intravascolare. Per poter essere riconosciuta come AIHA intravascolare è necessaria una forte attivazione del complemento, diversamente la maggior parte dell'emolisi è extravascolare; che sia mediata dalle IgG o dalle IgM ..
L'AIHA non può essere attribuita a un qualsiasi autoanticorpo singolo. Per determinare l'autoanticorpo o gli autoanticorpi presenti in un paziente, il test di Coombs, anche conosciuto come il test dell'antiglobulina, viene eseguito. Ci sono due tipi di test di Coombs, diretto e indiretto; più comunemente, viene utilizzata la prova diretta dell'antiglobulina (DAT). La classificazione degli anticorpi si basa sulla loro attività a diverse temperature e sulla loro eziologia. Anticorpi che presentano alta attività alla temperatura fisiologica (circa 37 °C) sono chiamati autoanticorpi caldi. Gli autoanticorpi freddi agiscono meglio a temperature di 0 – 4 °C. Pazienti con AIHA di tipo freddo, pertanto, hanno maggiore attività quando la temperatura corporea scende a uno stato ipotermico. Solitamente, l'anticorpo diventa attivo quando raggiunge le membra, punto di opsonizzazione dei globuli rossi. Quando questi globuli rossi ritorno nelle regioni centrali, sono danneggiati dal complemento. I pazienti possono presentare uno o entrambi i tipi di autoanticorpi; Se sono presenti entrambe, la malattia viene definita un'AIHA di "tipo misto".
Quando si esegue il DAT, il riscontro tipico di AIHA è come segue: nell'AIHA di tipo caldo è presente una reazione positiva per antisieri agli anticorpi IgG con o senza attivazione del complemento. Possono verificarsi casi anche con attivazione del solo complemento o con IgA, IgM o una combinazione di queste classi di tre anticorpi e complemento. L'AIHA di tipo freddo solitamente reagisce con antisieri al complemento e, occasionalmente, per gli anticorpi di cui sopra. Questo è il caso della malattia da agglutinazione fredda e di ematuria parossistica fredda. In generale, L'AIHA mista calda e fredda presentano una reazione positiva alle IgG e al complemento, talvolta solamente alle IgG e talvolta al solo complemento. Il tipo misto può, come gli altri, presentare, seppur insolitamente reazioni positive per altri antisieri.

## Diagnosi
Viene diagnosticata attraverso l'esclusione delle altre forme di anemia emolitica, quali la G6PD carenza (volgarmente favismo), anemia falciforme, talassemia ecc.
La storia clinica risulta anch'essa influente per chiarire i fenomeni o eventuali farmaci che possano aver condotto alla patologia.
In seguito, le indagini di laboratorio sono effettuate per determinare l'eziologia della malattia. Un test positivo DAT ha scarsa specificità per AIHA (non restringendo efficacemente il ventaglio delle possibilità nella diagnosi differenziale); sono necessari test sierologici supplementari per accertare la causa della reazione positiva. L'emolisi deve inoltre essere dimostrato in laboratorio. I test tipici impiegati sono: Emocromo con striscio periferico, test della bilirubina, LDH (in particolare con l'isoenzima 1), aptoglobina e la ricerca di emoglobina nelle urine.

### Evidenza di Emolisi[8]
- Aumento lisi eritrocitaria
  - bilirubina non coniugata elevata a livello sierico
  - urobilinogeno eccessivo nelle urine
  - aptoglobinaplasmatica ridotta
  - lattato deidrogenasi (LDH) aumentata nel siero
  - Emosiderinuria
  - Methemalbuminemia
- Aumento della produzione eritrocitaria:
  - Reticolocitosi
  - Iperplasia eritroide del midollo osseo

## Trattamento
L'efficacia della terapia dipende, come è facilmente intuibile, dalla correttezza della diagnosi di AIHA di "tipo caldo" o di "tipo freddo".
L'AIHA di tipo caldo risulta essere una malattia più insidiosa, non trattabile semplicemente rimuovendo la causa scatenante. La terapia di prima linea consiste solitamente nel trattamento a base di corticosteroidi come il prednisolone, in seguito sono indicati altri immunosoppressori quali rituximab, danazol, ciclofosfoammide, azatioprina, o ciclosporina.
La AIHA di tipo freddo è trattata evitando di esporre il paziente alle basse temperature, talvolta con rituximab, la rimozione della causa scatenante risulta fondamentale.
Emoglobinuria parossistica a freddo viene trattata rimuovendo la causa scatenante, come un'infezione.

## Nei Bambini
Solitamente, l'AIHA nei bambini ha una buona prognosi e risulta autolimitante. Tuttavia, l'insorgenza entro i primi due anni di vita, o nell'età dell'adolescenza, la malattia ha una buona probabilità di cronicizzare, e richiedendo un lungo periodo di immunosoppressione che può portare ad una seria compromissione dello sviluppo. Nel tentativo di ridurre l'impiego di steroidi, in questo caso è possibile considerare una splenectomia, così come una terapia immunosoppressiva. Le infezioni risultano un serio problema nei pazienti sottoposti ad una terapia immunosoppressiva a lunga durata, particolarmente se si tratta di bambini molto piccoli (di età inferiore ai due anni).